# 1312 Vassar
1312 Vassar eller 1933 OT är en asteroid i huvudbältet, som upptäcktes 27 juli 1933 av den belgisk-amerikanske astronomen George Van Biesbroeck vid Yerkesobservatoriet i Williams Bay, Wisconsin. Den har fått sitt namn efter Vassar College.
Asteroiden har en diameter på ungefär 36 kilometer och den tillhör asteroidgruppen Alauda.